# Grand Tower (Illinois)
Grand Tower es una ciudad ubicada en el condado de Jackson en el estado estadounidense de Illinois. En el Censo de 2010 tenía una población de 624 habitantes y una densidad poblacional de 192 personas por km².

## Geografía
Grand Tower se encuentra ubicada en las coordenadas 37°37′57″N 89°30′7″O / 37.63250, -89.50194. 

## Demografía
Según la Oficina del Censo en 2000 los ingresos medios por hogar en la localidad eran de $27,30, y los ingresos medios por familia eran $40,00. Los hombres tenían unos ingresos medios de $34,37 frente a los $23,75 para las mujeres. La renta per cápita para la localidad era de $14,52. Alrededor del 20,9% de la población estaban por debajo del umbral de pobreza.